# Jennifer Shim International 2019

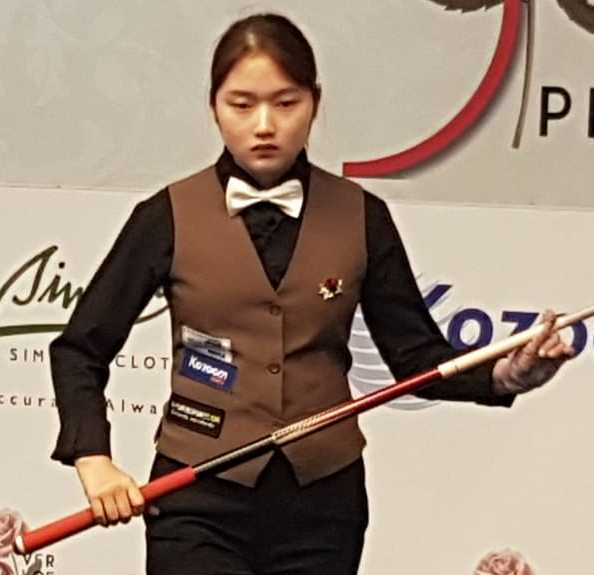
Die Siegerin Han Ji-eun aus Südkorea

Die Jennifer Shim International 2019 für Damen war ein Karambolageturnier in der Disziplin Dreiband und fand vom 2. bis 4. August in New York, Vereinigte Staaten statt. In Anschluss an dieses Turnier fanden traditionell die jährlichen Verhoeven Open statt, bei der auch Damen zugelassen sind.

## Geschichte
2013 wurde das Turnier zum ersten Mal als eigenständiges Turnier für Damen ausgerichtet. Die Anfänge gehen jedoch in das Jahr 2005 zurück. Damals richtete die Witwe des US-amerikanischen Spitzenspielers koreanischer Herkunft, Sang Chun Lee, zu seinen Ehren die Sang Lee International Open aus. Dieses Turnier wurde nur bis 2008 gespielt, erlebte aber 2012 unter dem Namen Verhoeven Open Tournament seine Wiedergeburt. 2015 wurde das Damenturnier dann in Jennifer Shim International umbenannt. Eine der Mitfavouritinnen, Pheavy Sruong aus Kambodscha, bekam kein Visum für die USA und musste das Turnier absagen.

## Preisgeld
| Platz                  | Preisgeld |
| ---------------------- | --------- |
| Finalrunde             |           |
| Siegerin               | 3.000 US$ |
| Finalistin             | 2.000 US$ |
| Platz 3 & 4            | 1.000 US$ |
| Platz 5 bis 8          | 500 US$   |
| Boni                   |           |
| Höchstserie (High Run) | 100 US$   |
| BED (Best Game)        | 100 US$   |
| Summe                  |           |
| (ausgezahlt)           | 9.200 US$ |

## Modus
Gespielt wird im Round-Robin System in der Vorrunde in drei Gruppen gespielt. Zwei Gruppen mit acht und eine Gruppe mit sieben Teilnehmerinnen. Die Matches werden bis 25 Punkte oder 55 Aufnahmen gespielt. Es gibt keinen Nachstoß, außer wenn das Match über 55 Aufnahmen geht. Dann wird mit Nachstoß gespielt. Die beiden Gruppenbesten sowie zwei beste Gruppendritte qualifizieren sich für die KO-Runde. Hier ist die Matchdistanz 30 Punkte.

### Teilnehmende Nationen
Es nehmen elf Nationen teil: (Anzahl der Spielerinnen)
- Niederlande (6 Spielerinnen)
- Japan (4 Spielerinnen)
- Kolumbien (3 Spielerinnen)
- Südkorea (3 Spielerinnen)
- Österreich (2 Spielerinnen)
- Vereinigte Staaten (2 Spielerinnen)
- Dänemark (1 Spielerin)
- Frankreich (1 Spielerin)
- Peru (1 Spielerin)
- Spanien (1 Spielerin)

## Gruppenphase
| MP    | Match Punkte (Sieger = 2; Unentschieden = 1; Verlierer = 0) |
| SV    | Satzverhältnis (nur bei Turnieren im Satzsystem)            |
| Pkte. | Erzielte Karambolagen                                       |
| Aufn. | benötigte Aufnahmen                                         |
| GD    | Generaldurchschnitt                                         |
| MGD   | Mannschafts-Generaldurchschnitt                             |
| BED   | Bester Einzeldurchschnitt eines Spielers                    |
| BEMD  | Bester Einzeldurchschnitt einer Mannschaft                  |
| BSD   | Bester Satzdurchschnitt eines Spielers                      |
| HS    | Höchstserie                                                 |
| WRP   | Weltranglistenpunkte                                        |

| Endklassement Gruppe A | Endklassement Gruppe A | Endklassement Gruppe A | Endklassement Gruppe A | Endklassement Gruppe A | Endklassement Gruppe A | Endklassement Gruppe A | Endklassement Gruppe A |
| Platz                  | Name                   | MP                     | Pkt.                   | Aufn.                  | GD                     | BED                    | HS                     |
| ---------------------- | ---------------------- | ---------------------- | ---------------------- | ---------------------- | ---------------------- | ---------------------- | ---------------------- |
| 1                      | Therese Klompenhouwer  | 12                     | 150                    | 121                    | 1,240                  | 1,667                  | 10                     |
| 2                      | Yuko Nishimoto         | 8                      | 136                    | 183                    | 0,743                  | 1,316                  | 8                      |
| 3                      | Yong Hyon-ji           | 8                      | 131                    | 220                    | 0,595                  | 0,676                  | 5                      |
| 4                      | Soledad Gómez Zapata   | 6                      | 104                    | 257                    | 0,405                  | 0,510                  | 4                      |
| 5                      | Pauline Gerritsen      | 6                      | 95                     | 248                    | 0,383                  | 0,625                  | 4                      |
| 6                      | Monika Steinberger     | 2                      | 72                     | 265                    | 0,272                  | 0,164                  | 3                      |
| 7                      | Janine Verkerk         | 0                      | 46                     | 238                    | 0,193                  | -                      | 3                      |

| Endklassement Gruppe B | Endklassement Gruppe B | Endklassement Gruppe B | Endklassement Gruppe B | Endklassement Gruppe B | Endklassement Gruppe B | Endklassement Gruppe B | Endklassement Gruppe B |
| Platz                  | Name                   | MP                     | Pkt.                   | Aufn.                  | GD                     | BED                    | HS                     |
| ---------------------- | ---------------------- | ---------------------- | ---------------------- | ---------------------- | ---------------------- | ---------------------- | ---------------------- |
| 1                      | Han Ji-eun             | 14                     | 175                    | 212                    | 0,825                  | 1,136                  | 11                     |
| 2                      | Ayako Sakai            | 12                     | 161                    | 218                    | 0,739                  | 0,926                  | 5                      |
| 3                      | Marianne Mortensen     | 8                      | 131                    | 303                    | 0,432                  | 0,595                  | 5                      |
| 4                      | Paola Castillo Olaya   | 8                      | 121                    | 331                    | 0,366                  | 0,481                  | 4                      |
| 5                      | Alina Shim             | 6                      | 125                    | 287                    | 0,436                  | 0,610                  | 6                      |
| 6                      | Sylvia Eckel           | 6                      | 137                    | 343                    | 0,399                  | 0,436                  | 4                      |
| 7                      | Yeimi Andrea Mancipe   | 2                      | 115                    | 327                    | 0,352                  | 0,382                  | 3                      |
| 8                      | Mélanie Hallier        | 0                      | 89                     | 311                    | 0,286                  | -                      | 3                      |

| Endklassement Gruppe C | Endklassement Gruppe C | Endklassement Gruppe C | Endklassement Gruppe C | Endklassement Gruppe C | Endklassement Gruppe C | Endklassement Gruppe C | Endklassement Gruppe C |
| Platz                  | Name                   | MP                     | Pkt.                   | Aufn.                  | GD                     | BED                    | HS                     |
| ---------------------- | ---------------------- | ---------------------- | ---------------------- | ---------------------- | ---------------------- | ---------------------- | ---------------------- |
| 1                      | Orie Hida              | 12                     | 174                    | 235                    | 0,740                  | 1,086                  | 6                      |
| 2                      | Jackeline Pérez        | 10                     | 158                    | 277                    | 0,570                  | 0,806                  | 5                      |
| 3                      | Ester Park             | 8                      | 161                    | 277                    | 0,581                  | 0,757                  | 5                      |
| 4                      | Kazumi Hida            | 8                      | 157                    | 316                    | 0,496                  | 0,675                  | 5                      |
| 5                      | Karina Jetten          | 6                      | 146                    | 269                    | 0,542                  | 0,781                  | 5                      |
| 6                      | Helga Mitterböck       | 6                      | 130                    | 300                    | 0,433                  | 0,675                  | 4                      |
| 7                      | Kim Bo-ra              | 4                      | 133                    | 301                    | 0,441                  | 0,675                  | 5                      |
| 8                      | Jenny van Hummel       | 2                      | 118                    | 320                    | 0,368                  | 0,480                  | 4                      |

## Finalrunde
Gespielt wird ohne Nachstoß.
|  | Viertelfinale Spiel auf 30 Punkte | Viertelfinale Spiel auf 30 Punkte | Viertelfinale Spiel auf 30 Punkte | Viertelfinale Spiel auf 30 Punkte | Viertelfinale Spiel auf 30 Punkte | Viertelfinale Spiel auf 30 Punkte |                   |                | Halbfinale Spiel auf 30 Punkte | Halbfinale Spiel auf 30 Punkte | Halbfinale Spiel auf 30 Punkte | Halbfinale Spiel auf 30 Punkte | Halbfinale Spiel auf 30 Punkte | Halbfinale Spiel auf 30 Punkte |      |       | Finale Spiel auf 30 Punkte | Finale Spiel auf 30 Punkte | Finale Spiel auf 30 Punkte | Finale Spiel auf 30 Punkte | Finale Spiel auf 30 Punkte | Finale Spiel auf 30 Punkte |
|  |                                   |                                   |                                   |                                   |                                   |                                   |                   |                |                                |                                |                                |                                |                                |                                |      |       |                            |                            |                            |                            |                            |                            |
|  |                                   | MP                                | Pkt.                              | Aufn.                             | GD                                | HS                                |                   |                |                                |                                |                                |                                |                                |                                |      |       |                            |                            |                            |                            |                            |                            |
|  |                                   | MP                                | Pkt.                              | Aufn.                             | GD                                | HS                                |                   |                |                                |                                |                                |                                |                                |                                |      |       |                            |                            |                            |                            |                            |                            |
|  | Th. Klompenhouwer                 | 2                                 | 30                                | 23                                | 1,304                             | 5                                 |                   |                |                                |                                |                                |                                |                                |                                |      |       |                            |                            |                            |                            |                            |                            |
|  | Th. Klompenhouwer                 | 2                                 | 30                                | 23                                | 1,304                             | 5                                 |                   | MP             | Pkt.                           | Aufn.                          | GD                             | HS                             |                                |                                |      |       |                            |                            |                            |                            |                            |                            |
|  | Ester Park                        | 0                                 | 11                                | 23                                | 0,478                             | 3                                 |                   | MP             | Pkt.                           | Aufn.                          | GD                             | HS                             |                                |                                |      |       |                            |                            |                            |                            |                            |                            |
|  | Ester Park                        | 0                                 | 11                                | 23                                | 0,478                             | 3                                 | Th. Klompenhouwer | 2              | 30                             | 25                             | 1,200                          | 5                              |                                |                                |      |       |                            |                            |                            |                            |                            |                            |
|  |                                   | MP                                | Pkt.                              | Aufn.                             | GD                                | HS                                | Th. Klompenhouwer | 2              | 30                             | 25                             | 1,200                          | 5                              |                                |                                |      |       |                            |                            |                            |                            |                            |                            |
|  |                                   | MP                                | Pkt.                              | Aufn.                             | GD                                | HS                                |                   | Yuko Nishimoto | 0                              | 18                             | 24                             | 0,750                          | 8                              |                                |      |       |                            |                            |                            |                            |                            |                            |
|  | Yuko Nishimoto                    | 2                                 | 30                                | 37                                | 0,811                             | 5                                 |                   | Yuko Nishimoto | 0                              | 18                             | 24                             | 0,750                          | 8                              |                                |      |       |                            |                            |                            |                            |                            |                            |
|  | Yuko Nishimoto                    | 2                                 | 30                                | 37                                | 0,811                             | 5                                 |                   |                |                                |                                |                                |                                |                                | MP                             | Pkt. | Aufn. | GD                         | HS                         |                            |                            |                            |                            |
|  | Ayako Sakai                       | 0                                 | 24                                | 37                                | 0,649                             | 4                                 |                   |                |                                |                                |                                |                                |                                | MP                             | Pkt. | Aufn. | GD                         | HS                         |                            |                            |                            |                            |
|  | Ayako Sakai                       | 0                                 | 24                                | 37                                | 0,649                             | 4                                 | Th. Klompenhouwer | 0              | 28                             | 30                             | 0,933                          | 5                              |                                |                                |      |       |                            |                            |                            |                            |                            |                            |
|  |                                   | MP                                | Pkt.                              | Aufn.                             | GD                                | HS                                | Th. Klompenhouwer | 0              | 28                             | 30                             | 0,933                          | 5                              |                                |                                |      |       |                            |                            |                            |                            |                            |                            |
|  |                                   | MP                                | Pkt.                              | Aufn.                             | GD                                | HS                                |                   | Han Ji-eun     | 2                              | 30                             | 31                             | 0,967                          | 6                              |                                |      |       |                            |                            |                            |                            |                            |                            |
|  | Orie Hida                         | 2                                 | 30                                | 26                                | 1,154                             | 5                                 |                   | Han Ji-eun     | 2                              | 30                             | 31                             | 0,967                          | 6                              |                                |      |       |                            |                            |                            |                            |                            |                            |
|  | Orie Hida                         | 2                                 | 30                                | 26                                | 1,154                             | 5                                 |                   | MP             | Pkt.                           | Aufn.                          | GD                             | HS                             |                                |                                |      |       |                            |                            |                            |                            |                            |                            |
|  | Jackeline Pérez                   | 0                                 | 13                                | 25                                | 0,520                             | 3                                 |                   | MP             | Pkt.                           | Aufn.                          | GD                             | HS                             |                                |                                |      |       |                            |                            |                            |                            |                            |                            |
|  | Jackeline Pérez                   | 0                                 | 13                                | 25                                | 0,520                             | 3                                 | Orie Hida         | 0              | 24                             | 31                             | 0,774                          | 4                              |                                |                                |      |       |                            |                            |                            |                            |                            |                            |
|  |                                   | MP                                | Pkt.                              | Aufn.                             | GD                                | HS                                | Orie Hida         | 0              | 24                             | 31                             | 0,774                          | 4                              |                                |                                |      |       |                            |                            |                            |                            |                            |                            |
|  |                                   | MP                                | Pkt.                              | Aufn.                             | GD                                | HS                                |                   | Han Ji-eun     | 2                              | 30                             | 31                             | 0,967                          | 5                              |                                |      |       |                            |                            |                            |                            |                            |                            |
|  | Yong Hyon-ji                      | 0                                 | 17                                | 32                                | 0,531                             | 4                                 |                   | Han Ji-eun     | 2                              | 30                             | 31                             | 0,967                          | 5                              |                                |      |       |                            |                            |                            |                            |                            |                            |
|  | Yong Hyon-ji                      | 0                                 | 17                                | 32                                | 0,531                             | 4                                 |                   |                |                                |                                |                                |                                |                                |                                |      |       |                            |                            |                            |                            |                            |                            |
|  | Han Ji-eun                        | 2                                 | 30                                | 33                                | 0,909                             | 4                                 |                   |                |                                |                                |                                |                                |                                |                                |      |       |                            |                            |                            |                            |                            |                            |
|  | Han Ji-eun                        | 2                                 | 30                                | 33                                | 0,909                             | 4                                 |                   |                |                                |                                |                                |                                |                                |                                |      |       |                            |                            |                            |                            |                            |                            |

## Abschlusstabelle
| Endklassement   | Endklassement | Endklassement         | Endklassement | Endklassement | Endklassement | Endklassement | Endklassement | Endklassement |
| Phase           | Platz         | Name                  | MP            | Pkt.          | Aufn.         | GD            | BED           | HS            |
| --------------- | ------------- | --------------------- | ------------- | ------------- | ------------- | ------------- | ------------- | ------------- |
| Finale          | 1             | Han Ji-eun            | 20            | 265           | 307           | 0,863         | 1,136         | 11            |
| Finale          | 2             | Therese Klompenhouwer | 16            | 238           | 199           | 1,195         | 1,666         | 10            |
| Halb- finale    | 3             | Orie Hida             | 14            | 228           | 292           | 0,780         | 1,153         | 6             |
| Halb- finale    | 3             | Yuko Nishimoto        | 10            | 184           | 244           | 0,754         | 1,345         | 8             |
| Viertel- finale | 5             | Ayako Sakai           | 12            | 185           | 255           | 0,725         | 0,926         | 5             |
| Viertel- finale | 6             | Jackeline Pérez       | 10            | 171           | 302           | 0,566         | 0,806         | 5             |
| Viertel- finale | 7             | Yong Hyon-ji          | 8             | 148           | 252           | 0,587         | 0,676         | 5             |
| Viertel- finale | 8             | Ester Park            | 8             | 172           | 302           | 0,569         | 0,757         | 5             |